# 청보리멸
청보리멸(Sillago japonica)는 북서태평양에서 사는 바닷물고기이다. 내만이나 연안의 바닥이 모래나 펄인 곳에 주로 서식하며, 낮에는 바닥에서 5cm 정도 떨어진 곳에서 생활한다. 산란은 4∼9월에 하며, 2년생 이상이면 산란에 가입한다. 청보리멸은 여러번 산란하는 어류로 산란기간중 60∼100회에 걸쳐 산란에 참가한다. 먹이는 새우류, 갯지렁이류 등을 먹는다.